# Gabriel Arcand
Gabriel Arcand (Deschambault, 4 giugno 1949) è un attore canadese.

## Biografia
La sua famiglia, originaria del villaggio di Deschambault (contea di Portneuf), si stabilì a Montréal nel 1952. All'età di 17 anni, mentre continuava gli studi al Collège Sainte-Marie (un'istituzione che divenne l'Université du Québec à Montréal nel 1969), entrò a far parte del teatro itinerante La Roulotte, che si esibiva nei parchi di Montréal. L'anno successivo partecipò al Dominion Drama Festival, dove vinse una borsa di studio per studiare teatro. Arcand utilizzò questa borsa di studio tre anni dopo aver conseguito un master in filosofia alla McGill University e aver recitato sul palcoscenico e nel film la Maudite Galette prodotto da suo fratello, Denys Arcand. Nel 1971, parte per Marsiglia (Francia) per fare uno stage al Centre national dramatique du Sud-Est dove entra a far parte di una compagnia itinerante il cui approccio, incentrato sull'espressione corporea e sulla formazione degli attori, è ispirato da Jerzy Grotowski. Dopo essere tornato in Québec, ha recitato in due film: Tu brûles, tu brûles... di Jean-Guy Noël e Réjeanne Padovani. Nel gennaio 1973 ripartì per un periodo di studio a Breslavia, in Polonia, dove conobbe Téo Spychalski.
Ha vinto il premio dell'Academy of Canadian Cinema and Television come miglior attore al 6° Genie Awards nel 1985 per la sua interpretazione in Le Crime d'Ovide Plouffe e al 2° Canadian Screen Awards nel 2014 per Le Démantèlement, e il premio come miglior attore non protagonista all'8° Genie Awards nel 1987 per Il declino dell'impero americano. È stato anche nominato come miglior attore al 3° Genie Awards nel 1982 per Les Plouffe, al 20° Genie Awards per Post Mortem, come miglior attore non protagonista al 2° Genie Awards nel 1981 per Suzanne e al 20° Genie Awards nel 1999 per Le Grand serpent du monde.

## Filmografia
- La Maudite Galette, regia di Denys Arcand (1972)
- Tu brûles, tu brûles, regia di Jean-Guy Noël (1973)
- Réjeanne Padovani, regia di Denys Arcand (1973)
- Gina, regia di Denys Arcand (1975)
- Les Vautours, regia di Jean-Claude Labrecque (1975)
- Parlez-nous d'amour, regia di Jean-Claude Lord (1976)
- Ti-Cul Tougas, regia di Jean-Guy Noël (1976)
- L'Âge de la machine, regia di Gilles Carle (1977)
- Panique, regia di Jean-Claude Lord (1977)
- Au revoir à lundi, regia di Maurice Dugowson (1979)
- Suzanne, regia di Robin Spry (1980)
- L'Affaire Coffin, regia di Jean-Claude Labrecque (1980)
- Il était une fois des gens heureux, les Plouffe (1981)
- Le Toaster, regia di Michel Bouchard (1982)
- Mémoire battante, regia di Arthur Lamothe (1983)
- Le Crime d'Ovide Plouffe, regia di Denys Arcand (1984)
- Métallo Blues, regia di André Forcier (1985)
- Agnès de Dieu, regia di Norman Jewison (1985)
- Il declino dell'impero americano, regia di Denys Arcand (1986)
- La Ligne de chaleur, regia di Hubert-Yves Rose (1987)
- Les Enfants de la rue, regia di Yves Dion (1987)
- Le porte girevoli, regia di Francis Mankiewicz (1988)
- Les Matins infidèles, regia di Jean Beaudry (1989)
- L'Air de rien, regia di Mary Jimenez (1989)
- Nelligan, regia di Robert Favreau (1991)
- La Fabrication d'un meurtrier, regia di Isabelle Poissant (1996)
- Le Grand serpent du mond, regia di Yves Dion (1999)
- Post mortem, regia di Louis Bélanger (1999)
- Una casa con vista al mar, regia di Alberto Arvelo (2001)
- La Turbulence des fluides, regia di Manon Briand (2002)
- Folle embellie, regia di Dominique Cabrera (2004)
- Congorama, regia di Philippe Falardeau (2006)
- Maman est chez le coiffeur, regia di Léa Pool (2008)
- Karakara, regia di Claude Gagnon (2012)
- L'Empire Bo$$é, regia di Claude Desrosiers (2012)
- Le Démantèlement, regia di Sébastien Pilote (2013)
- Le Fils de Jean, regia di Philippe Lioret (2016)